# Olfactométrie
L'olfactométrie désigne soit la mesure des capacités olfactives, soit la mesure des odeurs.

## Science de la mesure des odeurs
Une odeur est caractérisée principalement par un critère quantitatif exprimant sa force, son intensité ; un critère qualitatif permettant sa description par rapport à un ou des objets odorants, comme une épice ou une fleur et un critère temporel décrivant au fil du temps la variation de son intensité et de sa qualité. 

### L'analyse sensorielle
La première approche sensorielle permettant la détermination d'une odeur consiste à faire appel à un nez qui est une personne connaissant des milliers de senteurs et étant capable d’analyser la fragrance (sensation olfactive) d’un produit et d’en attester la qualité. En parfumerie, un nez est chargé de la préparation des mélanges d'essences nécessaire à la création d'un parfum. La qualité de l'odeur peut également être décrite par un jury formé au champ des Odeurs.
En Europe, la détermination de la concentration d'une odeur suit une méthode normalisée (norme NF EN 13725). Cette norme définit la méthode pour le prélèvement et la détermination d'une concentration d'odeur par olfactométrie dynamique, à l'aide d'un jury composé d'un panel de nez humains représentatifs d'une population. La concentration d'odeur ainsi obtenue est exprimée en Unité d'Odeurs Européenne par mètre cube d'air (oue/m3).
La réglementation française,, et internationale relative à la réduction des nuisances olfactives s'appuie sur la norme EN 13725 pour quantifier les concentrations d'odeurs. Afin de garantir la fiabilité des résultats obtenus dans le cadre du suivi des rejets des installations classées pour la protection de l'environnement, la réglementation française impose dans les textes publiés depuis juillet 2009, le recours à des laboratoires agréés ou accrédités,.

### Les nez artificiels
Un « nez artificiel » est un appareil constitué de capteurs sensibles à tel ou tel composé chimique, on le désigne par le terme d'olfactomètre ou nez électronique (anglais : e-nose). 
Les nez artificiels actuels n'offrent pas les qualités du nez humain. Ils sont pratiquement incapables de décrire une nouvelle odeur, mais il leur est possible de détecter une différence entre l'odeur d'un échantillon de référence et un prélèvement donné.
Cette technologie est particulièrement en vogue dans les domaines les plus problématiques sur le plan de l'odeur. Notamment l'enfouissement, le compostage, l'équarrissage, le traitement des eaux usées… En France, il existe un arrêté dans le domaine de l'équarrissage qui fait mention de la possibilité de faire des mesures olfactométriques via les nez électroniques. En ce sens, la législation française est assez innovante puisqu'elle est la première au monde à reconnaître la pertinence des nez électroniques pour le suivi environnemental.